# Раньки
Ра́ньки (латыш. Raņķi) — населённый пункт в Кулдигском крае Латвии, административный центр Ранькской волости. Находится на левом берегу реки Вента у региональной автодороги P116 (Кулдига — Скрунда — Эмбуте). Расстояние до города Кулдиги составляет около 23 км. По данным на 2017 год, в населённом пункте проживало 168 человек.

## История
В советское время населённый пункт был центром Ранькского сельсовета Кулдигского района. В селе располагалась центральная усадьба колхоза «Зиедонис».